# Harry Ford Sinclair
Harry Ford Sinclair (Benwood, 6 de julho de 1876 — Pasadena, 10 de novembro de 1956) foi um industrial americano, fundador da Sinclair Oil. Ele foi implicado no escândalo do Dome da Bule de 1920 e cumpriu seis meses de prisão por adulteração do júri. Depois disso, ele retornou à sua antiga vida e desfrutou de sua prosperidade até sua morte.
Ele era um ávido proprietário de propriedades esportivas, um dos principais financiadores da Liga Federal de beisebol e uma força nas corridas de cavalos puro-sangue dos EUA. Cavalos de seu estábulo ganharam o Kentucky Derby e três Belmont Stakes.

## Biografia
Harry Sinclair nasceu em Benwood, West Virginia, atualmente um subúrbio da cidade de Wheeling. Sinclair cresceu em Independence, Kansas. Filho de um farmacêutico, depois de terminar o ensino médio, ele entrou no departamento de farmácia da Universidade do Kansas, em Lawrence. Ele estava trabalhando como farmacêutico em 1901, quando o negócio faliu. Ele então começou a vender madeira para os guindastes nos campos de petróleo do sudeste do Kansas. Ao mesmo tempo ele começou a especular em arrendamentos de petróleo. A oportunidade na indústria petrolífera em rápida expansão fez com que ele se tornasse um corretor de arrendamento e adquirisse uma participação na White Oil Company. Em 1904, Sinclair se casou com Elizabeth Farrell, de Independence. Tornou-se milionário aos 30 anos de idade.

### Negócios com o petróleo
Em 1910, quatro empresários, Eugene Frank Blaise, Charles J. Wrightsman, William Connelly e Harry F. Sinclair, compraram o falido Farmers National Bank em Tulsa. Eles criaram uma nova entidade, o Exchange National Bank, e nomearam Sinclair como presidente. Este banco, posteriormente renomeado como Banco Nacional de Tulsa, foi um precursor do atual Bank of Oklahoma.
Em 1º de maio de 1916, o altamente bem-sucedido Sinclair formou a Sinclair Oil a partir dos ativos de onze pequenas empresas de petróleo. No mesmo ano, ele comprou a Cudahy Refining Company de Chicago, proprietária de vários oleodutos e refinarias. No final da década de 1920, as refinarias da Sinclair Oil tinham uma capacidade de produção de 80.000 barris/dia e construíram quase 1400 km de oleodutos. As operações foram ampliadas em várias áreas, incluindo 49 Km2 de propriedade de mineração de carvão. A empresa foi classificada como a sétima maior companhia de petróleo nos Estados Unidos e a maior no Centro-Oeste. A perspicácia comercial de Harry Sinclair fez dele um membro importante da comunidade empresarial local e ajudou a organizar o State Bank of Commerce, que mais tarde foi adquirido pelo First National Bank of Independence, do qual Sinclair atuou no conselho de diretores.
Seu irmão, Earle W. Sinclair, serviu como presidente da Sinclair Refining Company até sua morte aos 70 anos, vítima de doença cardíaca, em 21 de setembro de 1944.

### Investimentos nos esportes
Sinclair foi um dos principais financiadores da Liga Federal de beisebol. Ele era o principal proprietário da franquia de Indianápolis da liga. Após a temporada de 1914, ele comprou o restante da equipe e mudou-os para Newark, New Jersey, onde se tornou o Newark Pepper. Após a temporada, a Liga Federal fez um acordo com as outras duas ligas de beisebol. Sinclair supostamente fez US $ 2 milhões em seu investimento.
Sinclair investiu uma quantia substancial de dinheiro em cavalos de raça puro- sangue, adquirindo o prestigioso Rancocas Stable em Jobstown, no sudoeste de Nova Jersey, do estado de Pierre Lorillard IV. Um dos estábulos mais bem sucedidos no final do século XIX, Sinclair tornou-se novamente uma força importante nas corridas de cavalos durante a década de 1920. Sob o treinador Sam Hildreth, o estábulo de Sinclair venceu o Kentucky Derby e três Belmont Stakes. Tal era a fama de Rancocas Stable que a Ferrovia da Pensilvânia nomeou o carro de bagagem # 5858 em sua honra. Dois dos potros do estábulo, Gray Lag e Zev, estão no National Museum of Racing e no Hall of Fame.

## Escândalo

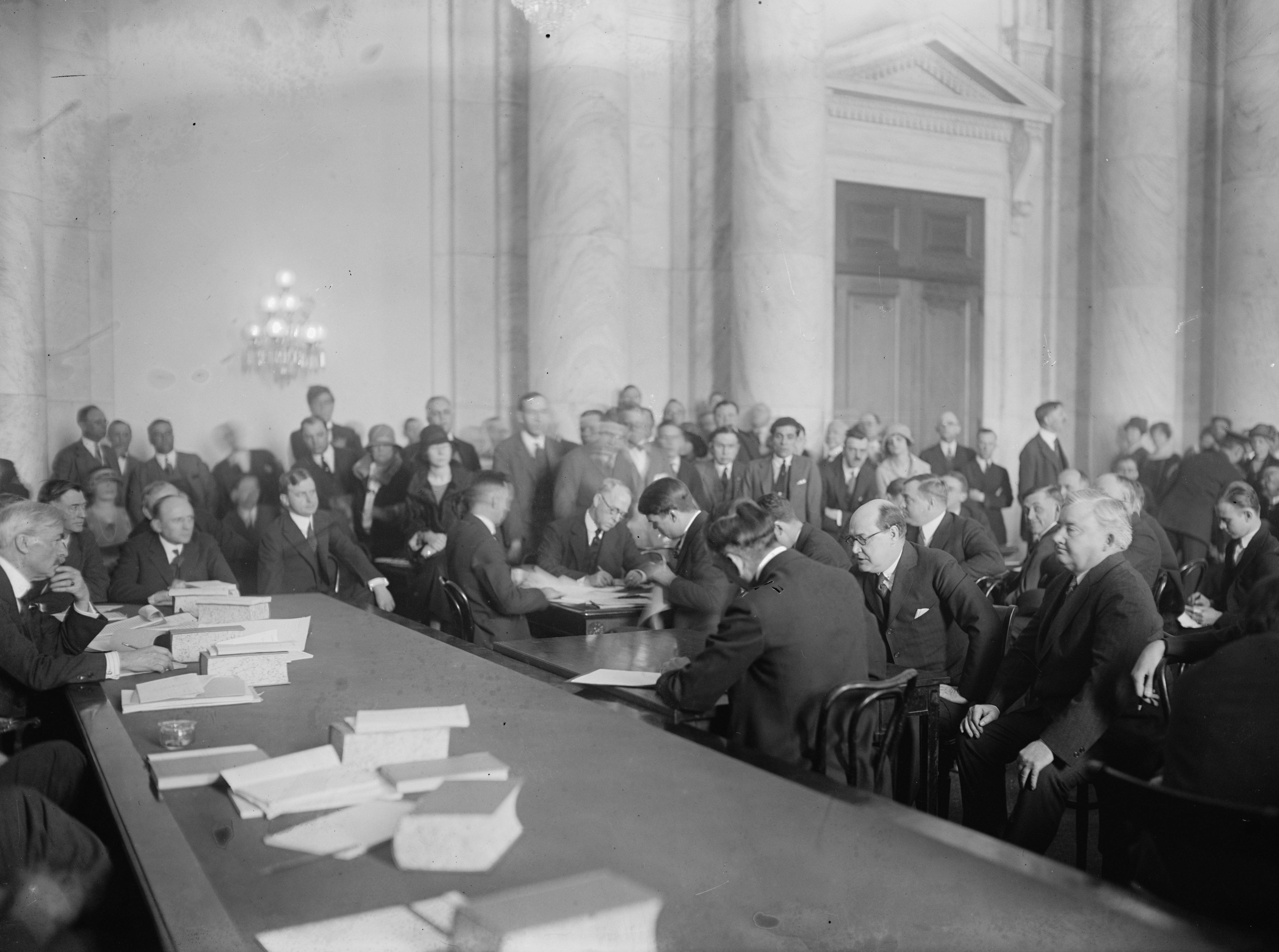
Sinclair e seus advogados no estado na audiência Teapot Dome

A imagem de alto perfil de Harry Sinclair como um líder empresarial e esportista americano respeitável foi questionada em abril de 1922, quando o Wall Street Journal informou que o secretário de Estado dos Estados Unidos, Albert B. Fall, concedeu um contrato de arrendamento de petróleo à Sinclair Oil sem licitação. O aluguel do campo de petróleo era para terras do governo em Wyoming que haviam sido criadas como uma reserva de emergência para a Marinha dos Estados Unidos. O que ficou conhecido como o escândalo do Teapot Dome, levou ao Senado dos Estados Unidos a estabelecer um Comitê de Terras Públicas e Pesquisas para conduzir audiências sobre as circunstâncias que envolvem o arrendamento de petróleo do governo. O resultado foi uma descoberta de fraude e corrupção que levou a várias ações civis e acusações criminais contra Harry Sinclair e outros. Em 1927, a Suprema Corte dos Estados Unidos declarou que o contrato de arrendamento de petróleo da Sinclair havia sido obtido de forma corrupta e foi cancelado.
Duas semanas após o início do julgamento de Harry Sinclair, em outubro de 1927, o julgamento terminou abruptamente quando o juiz proferiu um julgamento após provas apresentadas pelos promotores do governo mostrando que Sinclair havia contratado uma agência de detetives para acompanhar cada membro do júri. Sinclair foi acusado de desrespeito ao tribunal, o caso acabou sendo julgado pela Suprema Corte dos Estados Unidos que, em 3 de junho de 1929 confirmou a condenação de Sinclair. Ele foi multado e condenado a seis meses e meio de prisão, recebendo o número # 10.520 como prisioneiro, na cadeia de Distrito de Columbia.
Enquanto estava na prisão, Sinclair foi autorizado a trabalhar como farmacêutico e assistente de médico, e foi enquanto trabalhava nessas funções que ele foi autorizado a ser levado de carro para atender os prisioneiros designados para trabalhar os detalhes nos cais da cidade. A atenção do público e o aparente favoritismo levaram George S. Wilson, Diretor Distrital de Bem-Estar Público, a ordenar o fim desses passeios, mas os rumores sobre o tratamento preferencial de Sinclair continuaram.
Em 1929, o secretário Fall foi considerado culpado de suborno, multado em US $ 100.000 e condenado a um ano de prisão, tornando-se o primeiro membro do gabinete presidencial a ir para a prisão por suas ações no cargo.

## Anos finais e morte

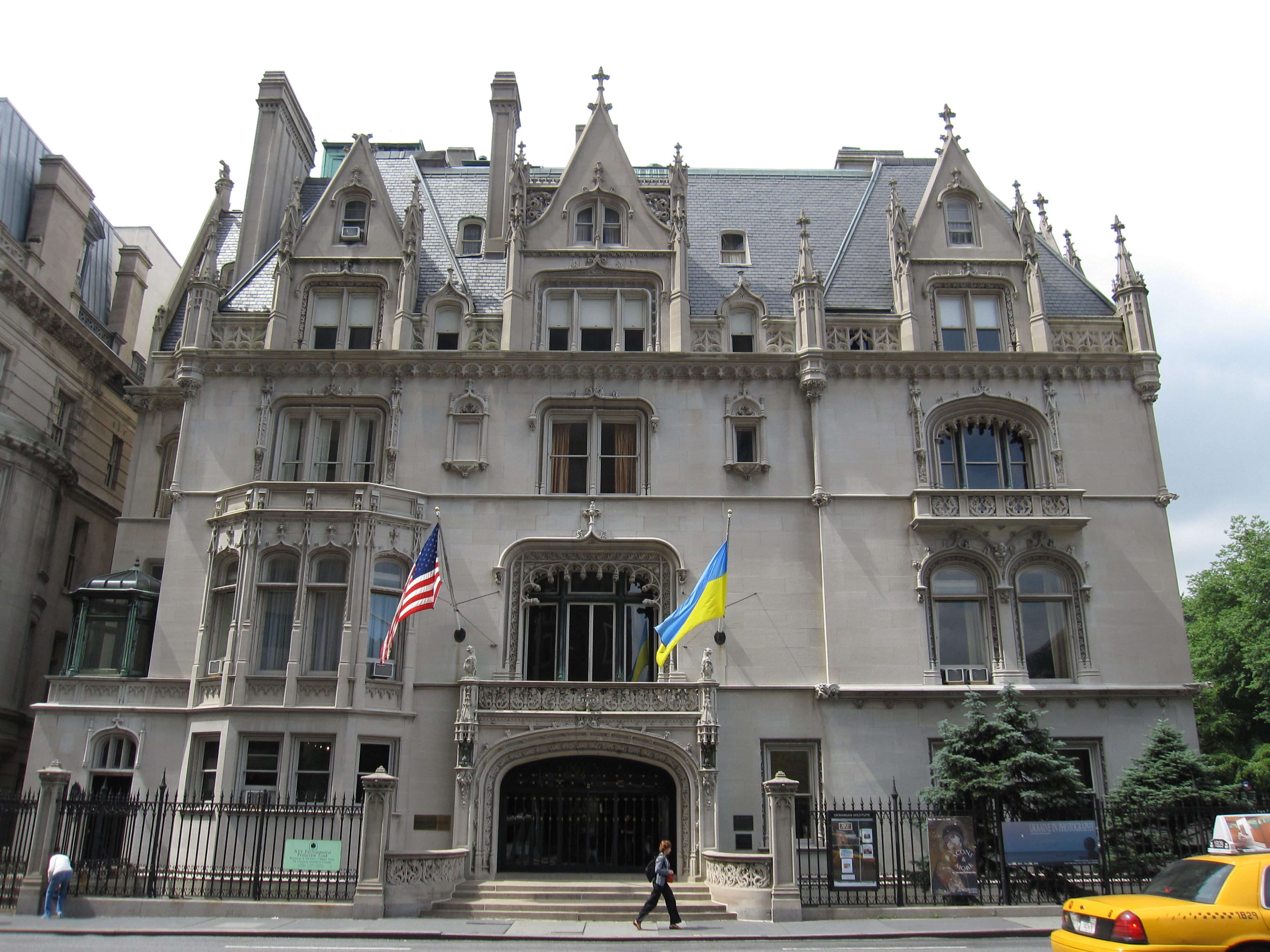
Harry F. Sinclair possuía esta mansão projetada pela CPH Gilbert, hoje conhecida como Harry F. Sinclair House, em Nova York.

Depois de cumprir sua curta prisão, Sinclair retornou ao seu negócio de sucesso. Ele possuía um luxuoso château no estilo renascentista francês na esquina sudeste da Fifth Avenue com a 79th Street, em Nova York. Com sua reputação destruída, Sinclair vendeu a propriedade em 1930. Localizado na mesma área de vários grandes museus, acabou por ser adquirido pelo Instituto Ucraniano da América e está agora aberto ao público.
Harry Ford Sinclair se aposentou como presidente da Sinclair Oil and Gas Company em janeiro de 1949. Ele morreu como um homem rico em Pasadena, Califórnia, em 1956, e foi enterrado no Cemitério do Calvário Católico Romano, no leste de Los Angeles .